# Əhmədabad (Sabirabad)
Əhmədabad è un comune dell'Azerbaigian situato nel distretto di Sabirabad. Conta una popolazione di 2 460 abitanti.